# Drugi rząd Janeza Janšy
Drugi rząd Janeza Janšy – rząd Republiki Słowenii istniejący od 10 lutego 2012 do 20 marca 2013.
Rząd powstał po wyborach parlamentarnych w 2011. Zastąpił gabinet Boruta Pahora. Popierała go koalicja, którą tworzyły Słoweńska Partia Demokratyczna (SDS), Lista Obywatelska (DL), Słoweńska Partia Ludowa (SLS), Nowa Słowenia (NSi) i Demokratyczna Partia Emerytów Słowenii (DeSUS). Na początku 2013 doszło do rozpadu koalicji, a nowa większość w parlamencie utworzyła rząd Alenki Bratušek.

## Skład rządu
- premier: Janez Janša (SDS)
- wicepremier, minister spraw zagranicznych: Karl Erjavec (DeSUS)
- wicepremier, minister bez teki do spraw diaspory: Ljudmila Novak (NSi)
- wicepremier, minister rozwoju gospodarczego i technologii: Radovan Žerjav (SLS)
- minister finansów: Janez Šušteršič (DL, do stycznia 2013), Janez Janša (SDS, od lutego 2013)
- minister spraw wewnętrznych: Vinko Gorenak (SDS)
- minister sprawiedliwości i administracji publicznej: Senko Pličanič (DL, do stycznia 2013), Zvone Černač (SDS, od lutego 2013)
- minister obrony: Aleš Hojs (NSi)
- minister pracy, rodziny i spraw społecznych: Andrej Vizjak (SDS)
- minister rolnictwa i środowiska: Franc Bogovič (SLS)
- minister infrastruktury i zagospodarowania przestrzennego: Zvone Černač (SDS)
- minister edukacji, nauki, kultury i sportu: Žiga Turk (SDS)
- minister zdrowia: Tomaž Gantar (DeSUS)